# Hyphodontia cunninghamii
Hyphodontia cunninghamii är en svampart som beskrevs av Gresl. & Rajchenb. 2000. Hyphodontia cunninghamii ingår i släktet Hyphodontia och familjen Schizoporaceae.   Inga underarter finns listade i Catalogue of Life.